# Reversibilität (Denkmalpflege)
Reversibilität ist ein Fachbegriff der Denkmalpflege und Restaurierung; er beschreibt als denkmalpflegerisches Prinzip, dass ein Eingriff unter weitgehender Erhaltung der denkmalwerten Substanz rückgängig gemacht werden kann. Ein Eingriff, der diese Maxime erfüllt, ist reversibel. Der in der Denkmalpflege und Restaurierung verwendete Begriff der Reversibilität unterscheidet sich vom naturwissenschaftlichen Begriff.

## Begriff und Einführung
Der Begriff Reversibilität wurde in den 1970er Jahren methodisch in die Denkmalpflege eingeführt. 1979 stellte die internationale Charta von Burra in Artikel 15.2 fest: „Changes which reduce cultural significance should be reversible, and be reversed when circumstances permit.“
Initiatoren zur Einführung des Reversibilitäts-Prinzips in die Denkmalpflege waren Gemälderestauratoren, als sie Schäden beobachteten, die durch Verwendung von Kunstharzen als Klebe- und Festigungsmitteln entstanden waren. Um das Kunstwerk vor den Auswirkungen dieser im Langzeitverhalten unbekannten Stoffe zu schützen, sollten künftig deshalb nur Materialien verwendet werden, die reversibel, also wieder entfernbar sind. Die Forderung der Restauratoren wurde von Baudenkmalpflegern übernommen und begrifflich erweitert: Reversibel sollten nicht nur die Veränderungen am Baudenkmal sein, sondern nach Möglichkeit auch alles Hinzugefügte, um den Wert des Denkmals als Geschichtszeugnis so wenig wie möglich zu schmälern. In deutschen Denkmalverwaltungen war das Bayerische Landesamt für Denkmalpflege Vorreiter und nannte 1979 in einem Grundsatzpapier erstmals den Begriff der Reversibilität: „Für alle Maßnahmen an einem Denkmal muß als oberster Grundsatz gelten, daß sie seine Eigenart und Wirkung nicht beeinträchtigen dürfen. Das Ergebnis dieser Maßnahmen soll, wenn irgend möglich, reversibel, d. h. ohne Schaden für das Denkmal gegebenenfalls wieder rückgängig zu machen sein. Irreversible Maßnahmen sind nur durch den drohenden Totalverlust zu rechtfertigen.“ Spätestens 1991 war der Begriff der Reversibilität im deutschen Sprachraum durch eine Denkmalpflegertagung in Karlsruhe fachlich breit etabliert.

## Kritik
Nach Aussage von Egon Althaus erlangte der Begriff Reversibilität schon bis 1991 eine „frappierende Beliebtheit“, wobei er „aber freilich von seinen Benutzern mit durchaus verschiedenartigem, schillernden Sinngehalt gebraucht und zu äußerst verschiedenen Anlässen ins Feld geführt“ wird.
Der ehemalige bayerische Generalkonservator und spätere ICOMOS-Weltpräsident Michael Petzet bekannte, dass das strenge denkmalpflegende Prinzip der Reversibilität in der Restaurierung von Kunstwerken nur in Ausnahmefällen erfüllbar und auch im Bauwesen nicht ohne weiteres umsetzbar sei. Der Grund ist, dass vielfach irreversible – oft unsichtbare – Eingriffe in die originale Substanz notwendig sind, um ein Baudenkmal konstruktiv-statisch in seinem Erscheinungsbild zu sichern. Daher wurde schon auf der Reversibilitäts-Tagung von 1991 von den Veranstaltern die kritische Feststellung getroffen, dass „die Ausrede, daß eine Maßnahme ‚reversibel‘ sei, [...] manchmal sogar eine bequeme Ausflucht in Fällen [schien], in denen es eigentlich galt, sich gegen eine Denkmalverschandelung zu wenden. Und da die Veränderung ohnehin nur ‚auf Zeit‘ gedacht war und es späteren Generationen unbenommen blieb, den Vorzustand wieder herzustellen, konnte man zulassen, was im Grunde nicht vertretbar war: Reversibilität – das Feigenblatt in der Denkmalpflege?“